# عرفه الناكوع
عرفه عمار الناكوع  من مواليد 23 يناير 1982 في طرابلس، ليبيا، وهو لاعب كرة قدم ليبي يلعب حاليا لنادي الاتحاد.